# Fall from Grace
Fall from Grace är Within Reachs andra studioalbum, utgivet på Bad Taste Records 2000.

## Låtlista
1. "The Way Ahead"
2. "Greed Coalition"
3. "Tools"
4. "Rentboy"
5. "Rough Copy"
6. "Silence = Death"
7. "Underground Authority"
8. "Deathplay"
9. "Black Eyes"
10. "Don't Know"
11. "In the End"